# Los Anguijes

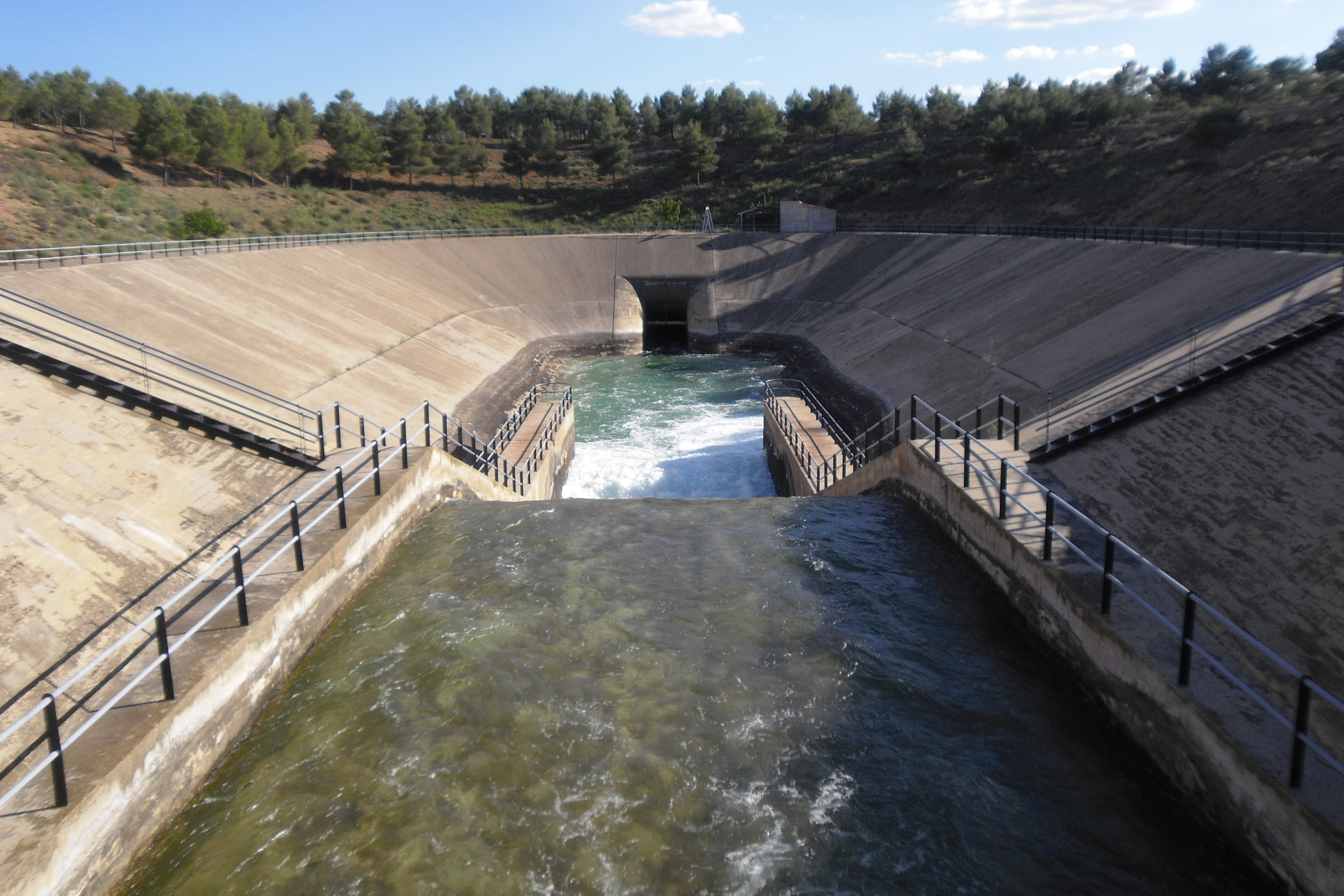
Túnel del Talave

Los Anguijes es una pedanía de Albacete (Castilla-La Mancha, España) situada al sur de la ciudad. En 2018 contaba con 87 habitantes según el Padrón Municipal.
Muy cerca de la localidad, el Trasvase Tajo-Segura se hunde en la tierra por un túnel que conduce el agua trasvasada desde el río Tajo hasta el embalse del Talave (en el río Mundo) tomando su nombre, Túnel del Talave,que con sus más de cuatro metros de diámetro y casi 32 kilómetros de largo (31.927 m) fue considerado el mayor de toda Europa Occidental en su tiempo, siendo el túnel hidráulico más largo de España. El túnel se perforó a profundidades comprendidas entre 200 y 300 m., en un macizo esencialmente jurásico de geología torturada y difícil, con caudales subterráneos de mucha importancia desde un punto de vista constructivo.
- Datos: Q5979311
- Multimedia: Los Anguijes / Q5979311